# Norstedtshuset
Le bâtiment Norstedt (en suédois : Norstedtshuset) est un édifice éclectique situé sur l'îlot de Riddarholmen dans le centre historique de Stockholm, en Suède. Il est le bureau principal de la maison d'édition Norstedts.

## Présentation
Conçu par Magnus Isæus, le bâtiment a été construit en 1882-1891 et présente un toit en forme de flèche, qui est une silhouette bien connue sur l'horizon du centre de Stockholm. Le pont Vasabron passe devant le bâtiment et Gamla Riksarkivet (Vieilles Archives Nationales) se trouve au sud.

## Galerie

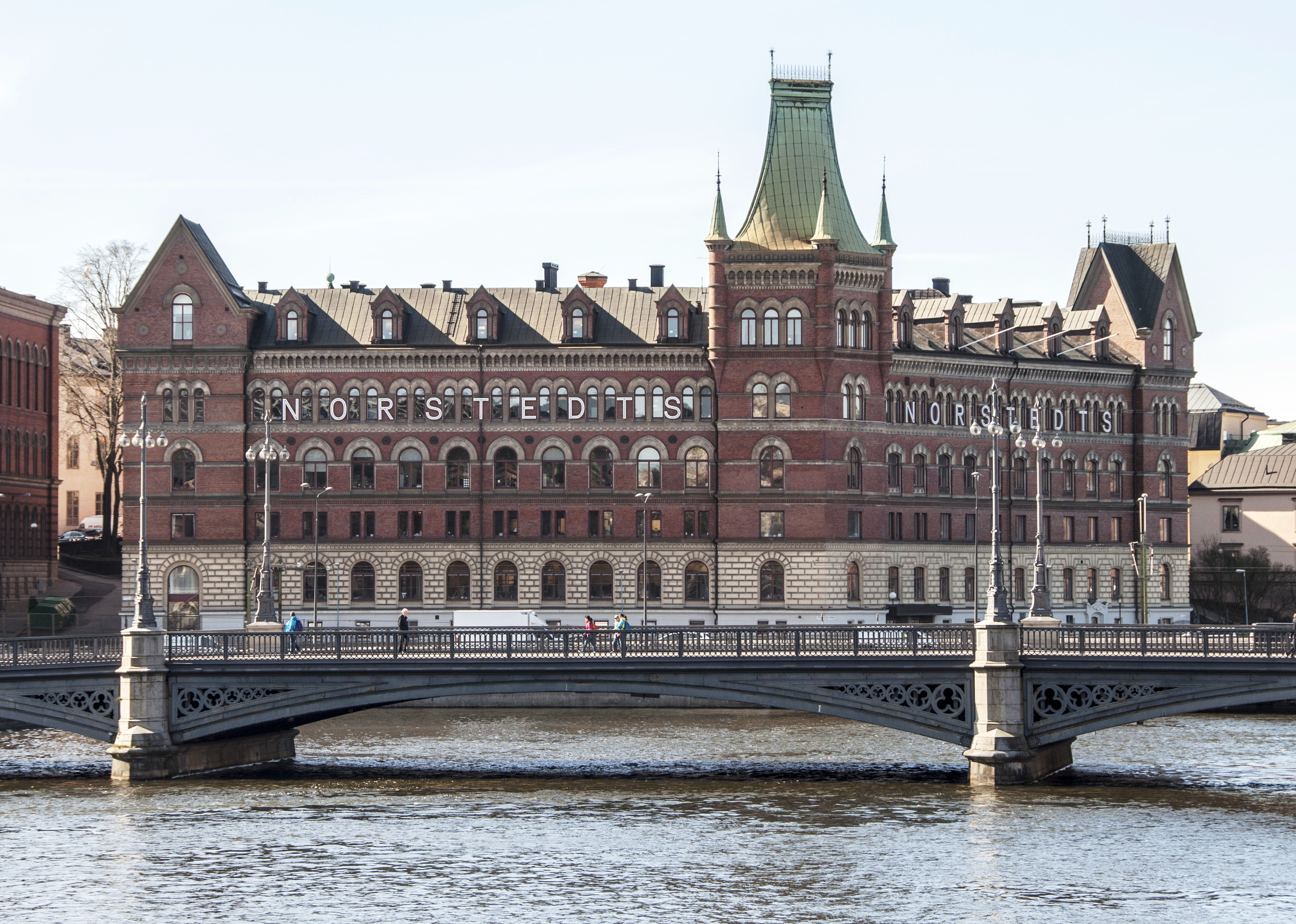
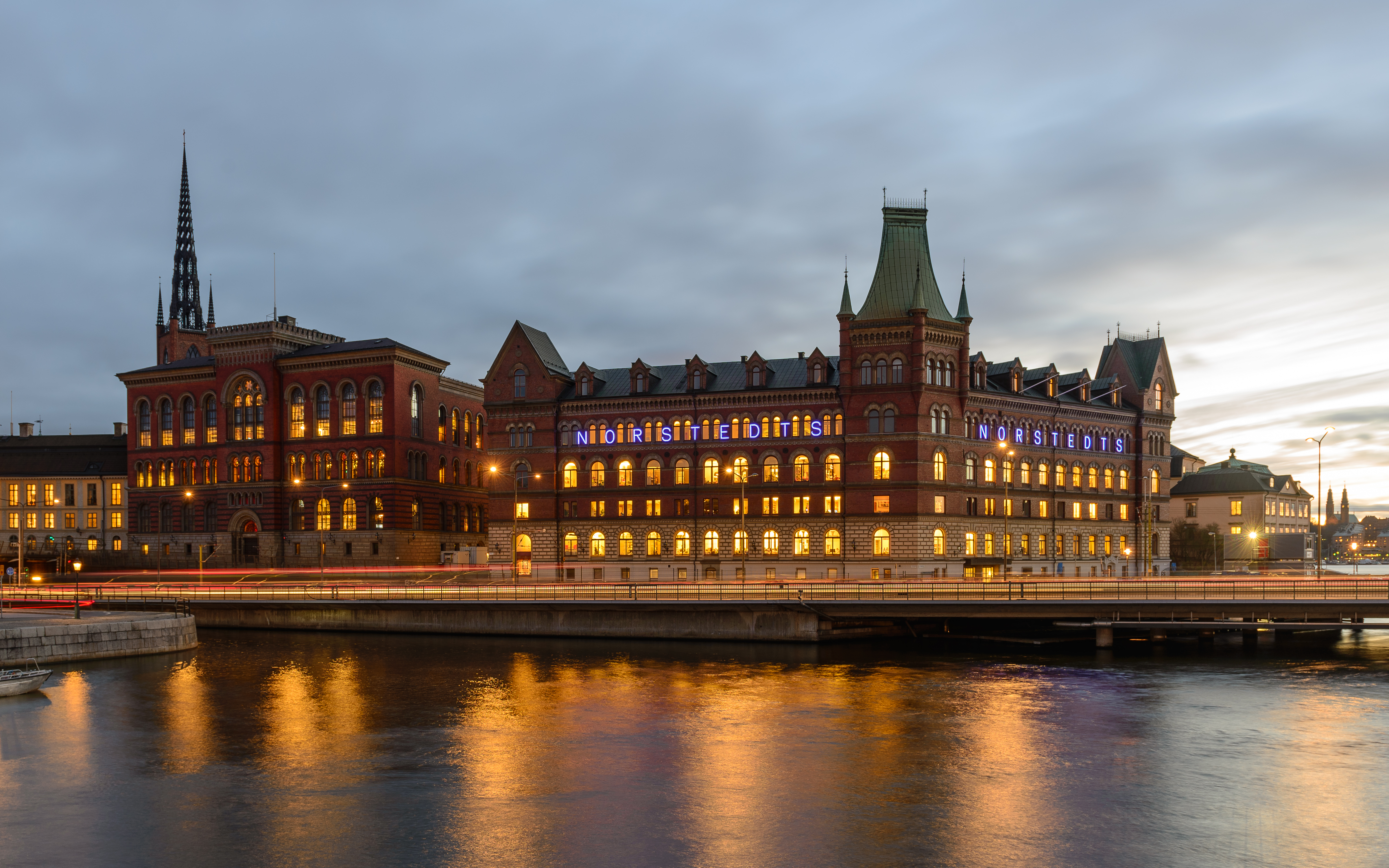
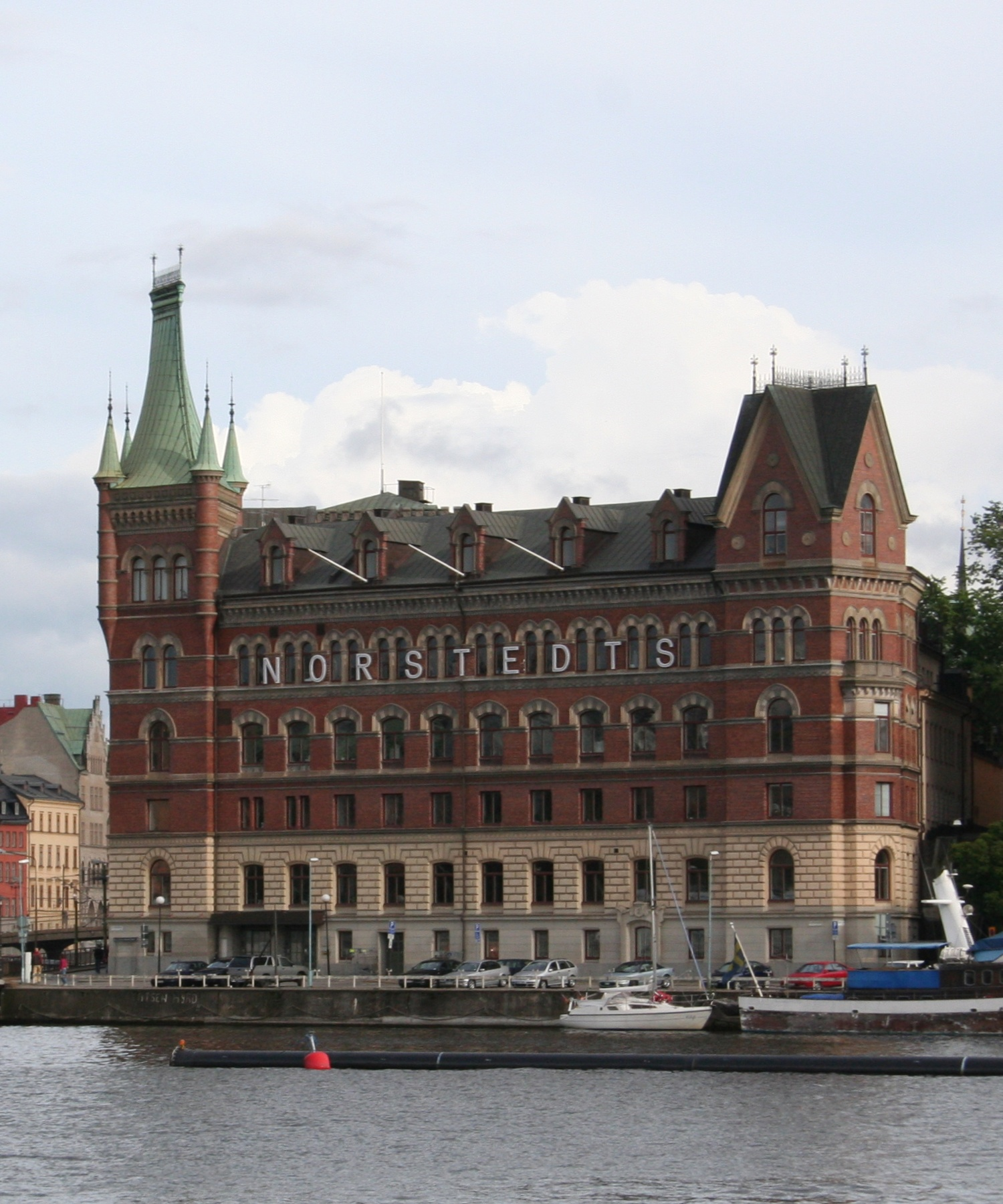